# Мамакеев, Мамбет Мамакеевич
Мамбет Мамакеевич Мамакеев (1 октября 1927, Кереге-Таш, Киргизская АССР — 24 ноября 2024, Бишкек) — киргизский хирург и общественный деятель, Почётный директор Национального хирургического центра Кыргызской Республики, действительный член Национальной Академии наук КР, доктор медицинских наук, профессор. В 2020 году был занесён в Книгу рекордов Гиннесса за самую продолжительную карьеру хирурга (67 лет 181 день). Герой Кыргызской Республики (2004).

## Биография
Мамакеев Мамбет Мамакеевич родился 1 октября 1927 года в с. Кереге-Таш, Ак-Суйского района, Иссык-Кульской области Киргизской АССР в крестьянской семье.
В Киргизский Государственный медицинский институт (КГМИ) поступил в 1946 году. Во время войны на базу КГМИ был эвакуирован профессорско-преподавательский состав Харьковского Государственного медицинского института с территории оккупированной Украины. В связи с этим в КГМИ сложился очень сильный коллектив преподавателей, основанный на основе одной из старейших медицинских школ на территории СССР. Уже с третьего курса Мамбет Мамакеевич твердо решил, что станет хирургом. На третьем курсе занятия по хирургии проходили на кафедре общей хирургии под руководством доктора медицинских наук, профессора И. К. Ахунбаева. На кафедре факультетской хирургии, которой заведовал профессор А. И. Круглов, М. М. Мамакеев продолжал изучать основы теоретической и практической хирургии. На пятом курсе впервые попал на кафедру госпитальной хирургии, которой потом посвятил лучшие годы своей жизни.
С 1951 года кафедрой заведовал доктор медицинских наук, профессор Максим Ефимович Фридман. С пятого курса М. М. Мамакеев занимается в кружке, а затем в субординатуре на кафедре госпитальной хирургии.
В 1952 году окончил лечебный факультет Киргизского Государственного медицинского института. В 1953 году профессор М. Е. Фридман — основатель интеллектуального подхода к неотложной хирургии в Кыргызстане — предложил Мамбету Мамакеевичу обучение в клинической ординатуре на кафедре госпитальной хирургии. М. Е. Фридман своим личным примером прекрасного хирурга, учёного, педагога и просто обаятельного человека сыграл большую роль в становлении многих молодых хирургов. Поэтому не случайно, выбирая специальность, М. М. Мамакеев остановился на неотложной хирургии и на десятилетия сохранил преданность идеям и традициям учителя. Свою трудовую деятельность М. М. Мамакеев начал в 1952 году в качестве врача-ординатора в клинике неотложной хирургии, в последующем закончил клиническую ординатуру.
Основные вехи трудового пути:
- 1955—1957 гг. — аспирантура КГМИ;
- 1958 г. — защита кандидатской диссертации на тему: «Топографоанатомическое обоснование пересадки почки на подчревные сосуды»[6];
- 1957—1962 гг. — ассистент кафедры госпитальной хирургии КГМИ;
- 1962—1972 гг. — доцент кафедры госпитальной хирургии КГМИ.

В середине 60-х годов доцент М. М. Мамакеев взялся за написание докторской диссертации. Посоветовавшись со своим научным руководителем Максимом Ефимовичем Фридманом, они пришли к выводу, что необходимо разрабатывать вопросы диагностики и лечения острого холецистита и осложненной желчнокаменной болезни. С тех пор научные интересы М. М. Мамакеева на протяжении всей его дальнейшей деятельности главным образом связаны этой тяжёлой и актуальной патологией. Его исследования в этой области внесли существенный вклад в развитие хирургии острого холецистита и желчнокаменной болезни.
- 1970 г. — защита докторской диссертации на тему: «Хирургическое лечение острого холецистита и осложненной желчнокаменной болезни»[6];
- 1972—1974 гг. — профессор кафедры госпитальной хирургии КГМИ;
- 1974—2003 гг. — заведующий кафедрой госпитальной хирургии Киргизской Государственной медицинской академии им. И. К. Ахунбаева.

С этого момента начинается новый этап не только в жизни Мамбета Мамакеевича, но в целом в развитии неотложной хирургии в Кыргызстане. По сути, начинает создаваться школа общих и неотложных хирургов Кыргызстана. В этот период наиболее ярко проявляется его талант — блестящего учёного и хирурга, организатора-педагога. Под его руководством проводится ряд прогрессивных реформ, значительно улучшающих педагогический процесс, подготовку кадров врачей в субординатуре и интернатуре по хирургии, вводится двухгодичная специализация, изменяются учебные планы, что позволяет затем успешно решить проблему повышения квалификации общих и неотложных хирургов Кыргызстана.
Успехи молодого профессора и заведующего кафедрой госпитальной хирургии были по достоинству оценены в Кыргызстане. Так в 1973 году он получил высокое звание Заслуженного врача Киргизской ССР", а в 1987 году — «Заслуженного деятеля науки Киргизской ССР». В 1989 году Мамбет Мамакеевич избирается членом-корреспондентом Национальной Академии наук Кыргызстана, а 1993 году — действительным членом Национальной Академии наук Кыргызской Республики, в 1995 году — действительным членом Академии медицинских наук Казахстана. В 1998 году ему присуждена Государственная Премия Кыргызской Республики в области науки и новых технологий. В 2004 году М. М. Мамакееву было присвоено Высшее Звание Кыргызской Республики — Кыргыз Республикасынын Баатыры «Ак Шумкар».
- с 1976 года по настоящее время является Президентом Ассоциации хирургических обществ Кыргызской Республики;
- с 1991 года и по настоящее время — председатель Диссертационного специализированного совета по хирургии Национальной аттестационной комиссии КР;
- 1993 г. — почётный член Президиума Международной Ассоциации хирургических обществ им. Н. И. Пирогова;
- 1993 г. — член Российской Ассоциации хирургов-эндоскопистов;
- с декабря 1996 года — директор Национального хирургического центра Министерства здравоохранения КР;
- с 1997 года — главный редактор научно-практического журнала «Хирургия Кыргызстана»;
- 1999 г. — член Международной ассоциации хирургов (Швейцария);
- 1999 г. — член Всемирной Ассоциации хирургов, гастроэнтерологов и онкологов (Греция);

Помимо профессиональной научно-медицинской деятельности М. М. Мамакеев неоднократно избирался:
- депутатом Фрунзенского городского совета депутатов;
- депутатом Верховного Совета Кыргызской ССР четырёх созывов;
- депутатом Жогорку Кенеша Кыргызской Республики двух созывов.

Под руководством Мамакеева М. М. подготовлено 11 докторов и 23 кандидата медицинских наук.
За свою более чем пятидесятилетнюю трудовую деятельность Мамакеев М. М. произвёл более 15 тысяч оперативных вмешательств, им было проконсультировано и пролечено около 100 тысяч наиболее тяжёлых больных с различной хирургической патологией, им разработан и внедрен в Кыргызстане ряд новых и высокоэффективных методов лечения хирургических больных. Мамакеев М. М. создал в Кыргызстане национальную хирургическую школу, представители которой успешно трудятся во всех уголках нашей республики, в Европе, США, Израиле, Узбекистане, Казахстане и России.
М. М. Мамакеев являлся основоположником кыргызской школы абдоминальных хирургов и организатором создания Национального хирургического центра Кыргызской Республики — головного республиканского научного лечебно-учебного комплекса, за время своей научно-практической деятельности:
- доказал необходимость активной хирургической тактики при остром калькулезном холецистите и его осложнениях, снизив летальность после операций на желчных путях по поводу острого холецистита и его осложнений до 8,2 % (1970 г.)[8];
- модифицировал методику наружного дренирования холедоха по Вишневскому — применил микроирригаторы значительно более тонкого диаметра (2-3 мм) и разработал методику более раннего его удаления (1970 г.);
- стоял у истоков лапароскопической хирургии желчнокаменной болезни в странах СНГ и одним из первых доказал возможность лапароскопической холецистэктомии при острых деструктивных холециститах, лично прооперировав таким методом около 3000 больных. Летальность при этом составила 1,2 %, а процент осложнений — 5,1 (1997 г.)[9];
- одним из первых в странах СНГ разработал и усовершенствовал методику открытого лечения острого деструктивного панкреатита[10] с активным местным воздействием на поджелудочную железу в послеоперационном периоде различными медикаментозным и средствами и хирургическими манипуляциями (350 больных). Разработал методику оментобурсостомии, мобилизации поджелудочной железы из забрюшинного пространства и его проточного дренирования, париетальной деперитонизации поджелудочной железы, локальной гипотермии поджелудочной железы балонной сферой, местного применением полимерных дренирующих сорбентов типа Гелевин на поджелудочную железу через оментобурсостому и методику некрэктомий в послеоперационном периоде[11];
- разработал методику наружной дистальной ретроградной илеоцекостомии с наложением илеоасцендоанастомоза после резекции дистального отдела тонкой кишки при острой кишечной непроходимости[12];
- разработал и усовершенствовал методику закрытия остаточной полости в печени после эхинококкэктомии путём инвагинации краев этой полости внутрь[13];
- разработал и обосновал методику левосторонней продольной резекции желудка с пилоро- или дуоденопластикой при перфоративной язве двенадцатиперстной кишки[14];
- разработал и обосновал способ перитонеального порционно-поэтажного диализа при разлитом перитоните[15].

Биография М. М. Мамакеева — это не только его личная биография, это биография его времени, его современников, его научной и хирургической школы, это, наконец, биография становления Кыргызстана как суверенного государства. Военное детство, неимоверные трудности послевоенного образования и предрассудки в формировании национальных кадров в те годы сформировали у него мировоззрение бойца за социальную справедливость, непримиримость с фальшью и двуликостью, а также с условностями кыргызского национального бытия.
Его главным делом жизни была хирургия, она есть то «вечное, доброе и разумное» в его многогранной деятельности. По его мнению, «хирургия, кроме того, что она наука, она есть отрасль общественного производства, причём самая рентабельная. В ней общество нуждается сегодня, и в ней оно будет ощущать потребность завтра и всегда».
В 2020 году установил рекорд и получил диплом Книги рекордов Гиннеса как специалист, который проработал по своей специальности дольше всех на свете. По состоянию на 29 февраля 2020 года его хирургическая карьера составила 67 лет и 181 день.
28 мая 2021 года в сквере главного корпуса Киргизской государственной медицинской академии им. И. К. Ахунбаева торжественно открыт прижизненный памятник профессору Мамбету Мамакеевичу Мамакееву.
Жил в Бишкеке.
Скончался 24 ноября 2024 года в Бишкеке после продолжительной болезни на 98-м году жизни.

## Личная жизнь
Супруга — Чекирбаева Сонумкан Чекирбаевна (род. 1929).
Сыновья — Мамакеев Бакыт Мамбетович (род. 1963), канд. мед. наук и Мамакеев Канат Мамбетович (род. 1969), доктор мед. наук, профессор.

## Награды, звания и премии
- 2004 год — Герой Киргизской Республики.
- орден «Манас» I, II и III степени
- орден Октябрьской революции
- Орден Трудового Красного Знамени
- Орден Дружбы народов
- «Почётная грамота Верховного Совета Киргизской ССР»,
- юбилейная медаль «В честь 100-летия со дня рождения В. И. Ленина».

Иностранные награды и звания:
- 2008 год — Орден Петра Великого I степени[20] (АПБОП)

Премии:
- 1997 год — Лауреат Премии им. И. К. Ахунбаева НАН КР;
- 1998 год — Лауреат Государственной Премии Кыргызской Республики;
- 2001 год — Лауреат Международной премии «Руханият».

Звания:
- 1973 год — «Заслуженный врач Киргизской ССР»;
- 1987 год — «Заслуженный деятель науки Киргизской ССР»,
- Член Всемирной Ассоциации хирургов, гастроэнтерологов и онкологов (г. Афины, Греция), Международной Ассоциации хирургов (г. Цюрих, Швейцария), Международной Ассоциации хирургов им. Н. И. Пирогова (г. Москва, Российская Федерация) и Российской Ассоциации хирургов-эндоскопистов.